# Dnjepr-Balten
De Dnjepr-Balten, een hypothetische subgroep van de Oostelijke Balten, waren Baltische stammen die in de brons- en ijzertijd in het stroomgebied van de rivier de Dnjepr leefden. Vanaf de 8e eeuw werden ze geassimileerd door de Slaven.
De Dnjepr-Balten ontstonden waarschijnlijk toen de Indo-Europese touwbekercultuur zich oostwaarts over de Fins-Oegrische kamkeramiekcultuur verspreidde, waarbij de Fatjanovo-Balanovocultuur ontstond.
Een taalkundige analyse uit 1962 van hydroniemen uit het Boven-Dnjeprbekken heeft ongeveer 800 namen van Baltische herkomst aangetoond. Van de 8e eeuw v.Chr. tot de 4e eeuw AD bevond zich hier de Dnjepr-Dvinacultuur, die van de 4e tot 7e eeuw opging in de Mosjtsjinycultuur. Vanaf begin 8e eeuw drongen de Slavische Vjatitsjen vanuit het zuiden hun grondgebied binnen, welke hen uiteindelijk volledig assimileerden. Deze Slavische migratie wordt waarschijnlijk vertegenwoordigd door de Borsjtsjovocultuur. Aan de bovenloop van de Dnjepr was dit proces rond de 10e eeuw voltooid. Volgens sommige wetenschappers zijn een aantal stammen onder de Slavische druk naar het westen getrokken.
In de kronieken is slechts de naam van één Dnjepr-Baltische stam overgeleverd, de Goljaden, die in het gebied van de huidige Oblast Kaloega woonden.